# Rhodesberg

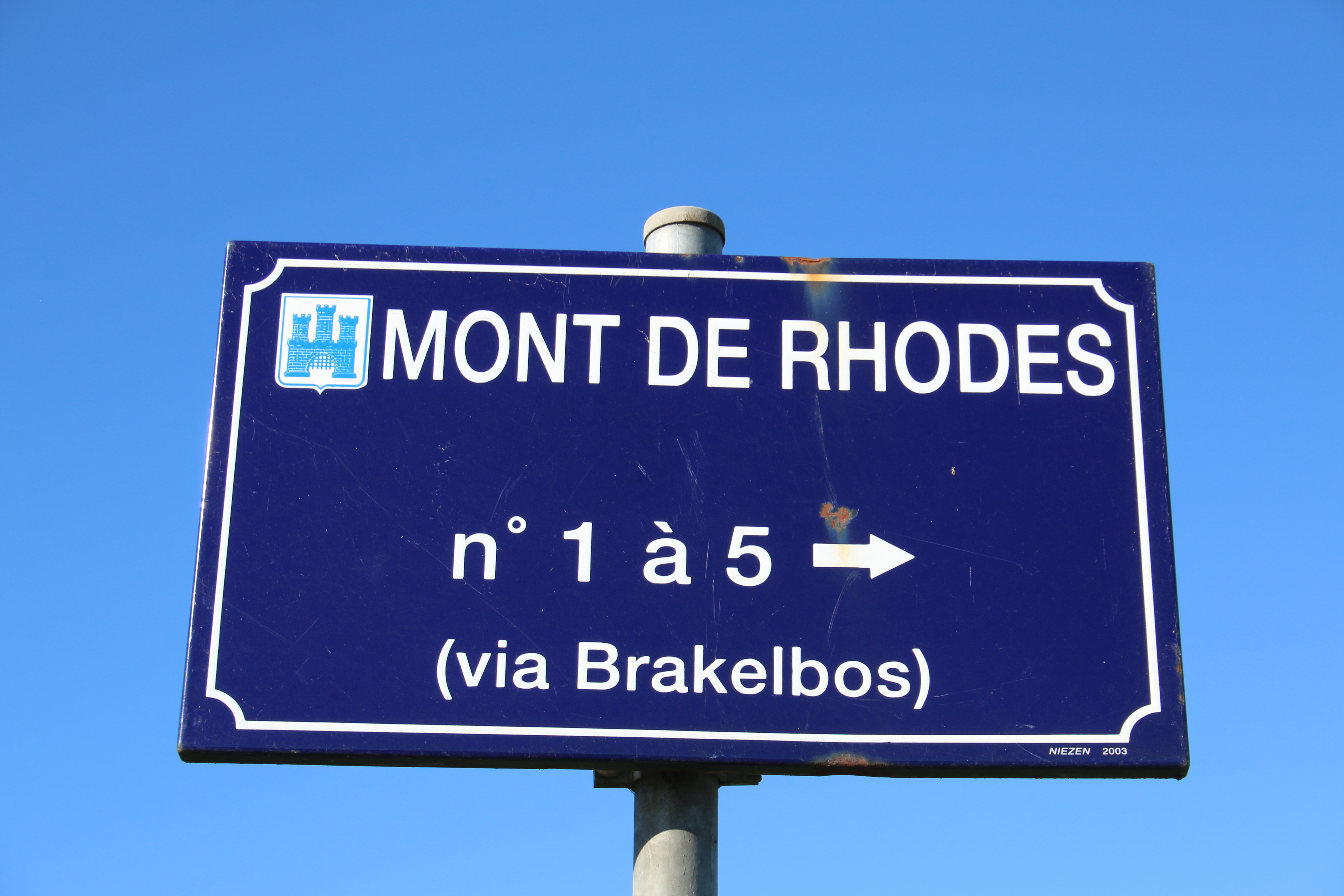

De Rhodesberg of Modderode (Frans: Mont de Rhodes of Mont de Rode ) is een getuigenheuvel gelegen ten oosten van het gehucht D'Hoppe, op de grens van Opbrakel en Vloesberg, en biedt een weids uitzicht over het Land van de Heuvels (Frans: Pays des Collines) in de Belgische provincie Henegouwen. Deze streek vormt het Waalse verlengstuk van de Vlaamse Ardennen. De Rhodesberg ligt 141 meter boven de zeespiegel en is bebost (bosgebied met het Brakelbos en het Pottelbergbos). Ten westen van de Rhodesberg liggen de Pottelberg en de Hoppeberg. De Rhodesberg maakt deel uit van een langgerekte heuvelkam die start bij de Kluisberg .

## Zavelwinning
In het verleden stond het in de schoolboekjes dat de Rhodesberg de hoogste heuvel was van Henegouwen. Door het afgraven van de top van deze heuvel is dit niet langer het geval. De heuvel werd opgekocht door de firma Fort-Labiau. Door het afgraven, ten behoeve van zavelwinning, is de heuvel over een groot gebied afgetopt en uitgehold. 
Over een oppervlakte van 150 meter groef de exploitant over de graafconcessiegrenzen heen. Hiertegen en tegen de afvalstort, door dezelfde exploitant, in het nabij gelegen D'Hoppebos is begin jaren 2000 een sterk publiek protest gerezen.